# Yves de Kerdrel
Yves de Kerdrel, né le 21 septembre 1962 dans le 17e arrondissement de Paris, est un journaliste et chroniqueur français. D'octobre 2012 à mai 2018, il est directeur général du groupe Valmonde et directeur de la rédaction de Valeurs actuelles de 2012 à 2018.

## Biographie

### Origine et famille
Yves Marie Denis André Audren de Kerdrel est né le 21 septembre 1962 à Paris dans le 17e arrondissement, du mariage d'Henri Audren de Kerdrel, directeur de banque, et de Colette Chenain.
Le 23 juillet 1988, il épouse Anne Augier de Crémiers, artiste peintre. De cette union, naissent deux enfants : Clémentine et Thibault.

### Formation
Il fut élève de l'école Saint-Thomas d'Aquin à Paris, alors dirigée par Jean-Michel Di Falco.[réf. nécessaire]
Après des études au collège Stanislas puis à l'institution Frilley où il prépare le concours des écoles de commerce, il intègre l'Institut supérieur de gestion en 1981. Il est également titulaire d'une maîtrise de droit des affaires de l'université Panthéon-Assas et diplômé de la société française des analystes financiers.

## Journaliste et chroniqueur
En 1983, il commence sa carrière journalistique au Journal des Finances. Il y est ensuite nommé chef de service en 1988, grand reporter en 1991 puis rédacteur en chef en 1993. En 1999, il est appelé par Nicolas Beytout aux Échos, afin de créer la rubrique Crible dont il est responsable jusqu'en 2003. De 2003 à 2005, il participe comme éditorialiste au développement des pages « débats et opinions » des Échos, alors dirigées par Érik Izraelewicz.
En septembre 2005, Nicolas Beytout, devenu directeur de la rédaction du Figaro, lui demande de le rejoindre afin d'y animer les pages débats et opinions. Outre cette activité, il est chargé d'une chronique hebdomadaire, publiée chaque mercredi, à thématique économique. Il dirige la rédaction du Journal des Finances de 2006 à 2008 et la rédaction du Figaro Patrimoine de 2007 à 2009. Il est chroniqueur quotidien sur les chaînes BFM de 2005 à 2010, I-Télé depuis 2010 et LCI en 2010-2011. En 2009, il fonde et dirige la rédaction du site d'information économique WanSquare, filiale du Figaro, destiné aux professionnels de la finance et des affaires,.

## Direction du groupe Valmonde etValeurs actuelles
Le 1er octobre 2012, il est nommé par Pierre-Yves Revol, directeur général du groupe Valmonde et directeur des rédactions de Valeurs actuelles, du Spectacle du Monde et de Jours de Chasse.
Le 17 janvier 2013, il lance une nouvelle formule de Valeurs actuelles. Basée sur une étude marketing des lecteurs du magazine, le journal adopte une ligne éditoriale moins « politicienne » et plus « droitisée ». Cette nouvelle formule permet d'augmenter sensiblement les ventes, le chiffre d'affaires publicitaire augmente et le magazine retrouve l'équilibre financier après plusieurs années de pertes.

### Affaires judiciaires

#### Représentation de Marianne voilée
Le 3 février 2015, en tant que directeur de la publication de Valeurs Actuelles, il est condamné par la 17e chambre du TGI de Paris à 2 000 € d'amende pour provocation à la haine raciale, à la suite d'une plainte de plusieurs associations (dont l'UEJF) pour la couverture du 22 décembre 2013 qui représentait une Marianne voilée accompagnée du titre « Naturalisés : l'invasion qu'on cache »,. Valeurs actuelles est de nouveau condamnée en appel. La Cour de cassation annule cette condamnation en juin 2017, les propos litigieux ne contenant « pas d'appel ou d'exhortation à la discrimination, à la haine ou à la violence ».

#### Condamnation pour provocation à la haine raciale contre les Roms
De nouveau, la 17e chambre correctionnelle de Paris le condamne le 5 mars 2015 à 3 000 € d'amende pour diffamation, provocation à la discrimination et à la haine ou à violence envers les Roms, pour sa Une du 22 août 2013 intitulée Roms : l'overdose. Avec la société Valmonde, éditrice de l'hebdomadaire, ils doivent également verser solidairement des dommages et intérêts d'un montant de 2 000 € à la LICRA et 1 € symbolique à l'association La Voix des Roms.

#### Autres
Yves de Kerdrel est condamné en 2017 à mille euros d'amende pour avoir injurié deux journalistes du Monde, Gérard Davet et Fabrice Lhomme, qu'il avait notamment qualifiés de « valets » d'un « cabinet noir » contre Nicolas Sarkozy.

### Départ de la direction deValeurs actuelles
En mai 2018, il quitte la direction générale de Valeurs actuelles, remplacé par Érik Monjalous, mais reste éditorialiste.
Depuis mi-septembre 2018, Yves Audren de Kerdrel remplace Michaël Darmon à l’antenne de Sud Radio comme éditorialiste politique. Cet éditorial est diffusé en semaine du lundi au vendredi,.

## Autres activités et engagement
En 2007, il est membre de la Commission pour la libération de la croissance française, dite commission Attali,.
En 2008, Christine Lagarde, alors ministre de l'Économie et des Finances, lui demande de participer aux travaux de la Commission pour la diffusion de la culture économique en France. Il est également membre de la commission Attali pour la « libération de la croissance française ». Jacques Attali le décrit comme un « garçon ultralibéral tant du point de vue économique que social ». En 2013, Yves de Kerdrel se dit proche d'Emmanuel Macron. Le quotidien Libération le présente comme un « ami intime » de ce dernier.
En janvier 2014, il affirme que l'Élysée a mis son téléphone sur écoute, piraté son compte Twitter 3 fois, et piraté le site de Valeurs actuelles.[pertinence contestée]